# ماكسيميليانو ميزا
ماكسيميليانو إدواردو ميزا (بالإسبانية: Maximiliano Meza) (من مواليد 15 ديسمبر 1992) هو لاعب كرة قدم أرجنتيني محترف يلعب كلاعب خط وسط في نادي ريفير بليت الأرجنتيني.

## مسيرته الكروية
لعب ماكسيميليانو ميزا خلال مسيرته الاحترافية مع 3 أندية في أحد عشر موسمًا وسجل خلالها 20 هدف ضمن 191 مباراة. ولم يفز بأي موسم بالكأس وفاز في موسم واحد بالدوري.
خاض ماكسيميليانو ميزا مسيرته مع نادي جيمناسيا لابلاتا في موسم 2012–13 ليلعب معه ستة مواسم، مشاركًا في 97 مباراة سجل خلالها 11 هدفًا. ثم انتقل إلى نادي إنديبندينتي في موسم 2016–17 واستمر معه طيلة ثلاثة مواسم، حيث شارك في 55 مباراة سجل خلالها 6 أهداف. لينتقل بعدها إلى نادي مونتيري في موسم 2018–19 ولمدة موسمين، مشاركًا في 39 مباراة سجل خلالها 3 أهداف.

## وصلات خارجية
- ماكسيميليانو ميزا على موقع قاعدة بيانات كرة القدم.إي يو (الإنجليزية)
- ماكسيميليانو ميزا على موقع ناشيونال فوتبول تيمز (الإنجليزية)
- ماكسيميليانو ميزا على موقع Soccerway.com (الإنجليزية)
- ماكسيميليانو ميزا على موقع عالم كرة القدم.نت (الإنجليزية)

ماكسيميليانو ميزا  على سكروي